# تفاوت دختر و پسر
تفاوت دختر و پسر (به انگلیسی: It's a Boy Girl Thing) فیلمی به کارگردانی نیک هوران محصول سال ۲۰۰۶ آمریکا است که از بازیگران اصلی آن می‌توان به سمیری آرمسترانگ، کوین زگرز، شری میلر، رابرت جوی، شارون آزبورن، مائوری چایکین، امفو کائوهو، امیلی همپشر، بروک اورسی، جنل ویلیامز و جان برگر اشاره کرد.

## خلاصه داستان
نل بد وورث (سمیری آرمسترانگ) دختری رمانتیک و متشخص است که به ادبیات علاقه دارد. از طرفی پسر همسایه آن‌ها به نام وودی دین(کوین زگرز) که همکلاسی نل هم هست، کاملاً با او متفاوت است و زیاد آدم با فرهنگی نیست. او کاپیتان تیم فوتبال است و به موسیقی رپ علاقه دارد.
او همیشه صدای ضبط را زیاد می‌کند و مانع مطالعه نل (سمیری آرمسترانگ) می‌شود. آن‌ها هرجا که به هم می‌رسند با هم درگیر می‌شوند تا اینکه با شاگردان مدرسه به بازدید موزه می‌روند. آن‌ها در مقابله مجسمه ای که نماد جادوگری در قوم آزتک است با هم مشاجره می‌کنند و با به کار بردن کلمه آینه نیروی جادویی او را فعال می‌کنند.
صبح روز بعد که بیدار می‌شوند متوجه می‌شوند که جادو شده‌اند و جایشان باهم عوض شده، حالا روح نل در جسم وودی رفته و برعکس روح وودی در جسم نل و…